# Riego de la Vega
Riego de la Vega település Spanyolországban, León tartományban. Lakosainak száma 714 fő (2024).

## Földrajza
Riego de la Vega Valderrey, San Cristóbal de la Polantera, Santa María de la Isla, Palacios de la Valduerna, Villamontán de la Valduerna és Castrotierra de Valmadrigal községekkel határos.

## Népesség
A település lakosságának változását az alábbi diagram mutatja:
| Lakosok száma | 1119 | 1014 | 1001 | 954  | 892  | 863  | 812  | 742  | 731  | 714  |
|               | 2001 | 2004 | 2007 | 2009 | 2012 | 2014 | 2017 | 2019 | 2022 | 2024 |